# بيل أبتون
بيل أبتون (بالإنجليزية: Bill Upton)‏ هو لاعب كرة قاعدة أمريكي، ولد في 18 يونيو 1929 في بارك هيلز في الولايات المتحدة، وتوفي في 2 يناير 1987 في سان دييغو في الولايات المتحدة.

## وصلات خارجية
- بيل أبتون على موقعبيزبول رفرنس.كوم (الدوري الرئيسي) (الإنجليزية)